# 강신택
강신택(1933~)은 대한민국의 정치학자이자 행정학자이다. 그는 서울대학교의 정치학과에 진학하였고, 1959년 서울대학교 행정대학원에 입학했으며, 1960년 필리핀대학교로 유학하였으며, 1965년에 펜실바니아대학교로 유학하였다. 1969년 미국에서 귀국하여, 재무행정론, 행정이론, 사회과학방법론 등을 강의하였다.